# Wahlrecht in den Ländern der Weimarer Republik
Das Wahlrecht in den Ländern der Weimarer Republik war in seinen Grundsätzen in der Weimarer Reichsverfassung festgelegt. Die 17 Länder der Weimarer Republik, nämlich Anhalt, Baden, Bayern, Braunschweig, Bremen, Hamburg, Hessen, Lippe, Lübeck, Mecklenburg-Schwerin, Mecklenburg-Strelitz, Oldenburg, Preußen, Sachsen, Schaumburg-Lippe, Thüringen und Württemberg, hatten aber einen weiten Gestaltungsspielraum für die Wahl ihrer Volksvertretungen.

## Hintergrund
Die Weimarer Reichsverfassung bestimmte, dass in jedem Land die Volksvertretung „in allgemeiner, gleicher, unmittelbarer und geheimer Wahl von allen reichsdeutschen Männern und Frauen nach den Grundsätzen der Verhältniswahl gewählt“ wurde (Art. 17). Es gab Kritik daran, dass die Reichsverfassung den Ländern diese Grundsätze vorschrieb. Neben dem Wunsch von Mehrheits-SPD und USPD, diese Grundsätze für die Zukunft festzuschreiben, hatten die Befürworter auch das Verfassungsleben von Reich und Ländern harmonisieren wollen. So scheiterten Sonderregelungen wie die Beschränkung des Wahlrechts in Bayern und Baden auf Landeskinder.
In den Ländern gelang es eher als im Reich, der Parteienzerplitterung im Parlament entgegenzutreten. Das lag daran, dass dort die Mehrheitsverhältnisse klarer, die Fraktionen weniger und die Regierungen stabiler waren. Die Landesparlamente wurden seltener aufgelöst und neu gewählt. Politische Maßnahmen, die dies begründeten,  waren u. a.:
- Verkleinerung der Parlamente; dies wurde vor allem aus Kostengründen durchgeführt, machte aber auch eine natürliche Sperrwirkung gegen kleine Parteien aus
- Forderung nach mehr Unterschriften für neue Parteien, die einen Wahlvorschlag einreichen wollen, in Baden beispielsweise zwei Prozent der Wahlberechtigten im jeweiligen Wahlkreis
- Kautionen, die nur zurückgezahlt wurden, wenn ein Kandidat oder eine Liste eine Mindestanzahl der Stimmen erhielt
- Höhere Stimmenzahlen waren nötig, damit eine Partei überhaupt Mandate erhielt; dies war vergleichbar mit dem Reichstagswahlsystem. In Württemberg musste eine Partei in vier Wahlkreisen auf mindestens ein Achtel der Stimmen kommen.[3]

Gegen diese Klauseln zogen benachteiligte Parteien vor den Staatsgerichtshof für das Deutsche Reich oder Gerichte in den Ländern. Tendenziell erhielten sie recht. Eine Wende trat 1929 ein, als der Staatsgerichtshof über die Beschränkung der Reststimmenverwertung in Preußen urteilen musste, die wörtlich aus dem Reichswahlgesetz übernommen worden war. Er entschied, dass die Reichsverfassung dem Gesetzgeber einen Spielraum bei der Konkretisierung der Wahlgrundsätze gebe.
Die Neubildung der Landtage nach der Machtübernahme der Nationalsozialisten 1933 basierte nicht mehr auf eigenen Landtagswahlen in den Ländern. Die Zusammensetzung wurde vielmehr aufgrund des Vorläufigen Gesetzes zur Gleichschaltung der Länder mit dem Reich vom 31. März 1933 (Reichsgesetzblatt I, 153) nach dem Ergebnis der Reichstagswahl vom 5. März 1933 neu berechnet.

## Einzelne Länder

### Bayern
Die Regierung Eisner führte 1918 das reine Verhältniswahlrecht ein. Das aktive Wahlrecht hatten erstmals Männer und Frauen. Gemäß § 1 der neuen Wahlordnung für den bayerischen Landtag vom 7. Dezember 1918 (GVBl. 1918, S. 1257) bildete das ganze Land einen Wahlkreis. Die bisherigen 133 Wahlkreise galten für die Landtagswahl am 12. Januar 1919 als Stimmkreise, in denen 163 Abgeordnete zu wählen waren. Hinzu traten noch 17 weitere Abgeordnete, die entsprechend des Gesamtwahlergebnisses bestimmt wurden (Landesmandate).
Nach dem Ende der Regierung Hoffmann II und der Wahl Gustav von Kahrs (BVP) zum Ministerpräsidenten einigten sich die Parteien auf das Landeswahlgesetz vom 12. Mai 1920 (GVBl. 1920, S. 195), dessen wesentliche Änderungen die Wiedereinführung von Wahlkreisen und die Stimmkreisbindung waren. Bayern war in acht Wahlkreise, die den Kreisen (Regierungsbezirken) entsprachen, unterteilt. Es waren 140 Abgeordnete zu wählen. Die Zahl der Stimmkreise entsprach der Zahl der im Wahlkreis zu wählenden Abgeordneten. Das System der Landesmandate wurde in der Form von 15 Landesabgeordneten (etwas verändert) beibehalten. Die Zahl der Landtagsabgeordneten wurde 1924 reduziert.
Der Bayerische Staatsgerichtshof erklärte am 12. Februar 1930 das System der Landesabgeordneten für verfassungswidrig. Nun waren die 128 Abgeordneten direkt aus den Wahlkreisen zu wählen.

### Preußen
Nach jahrzehntelangen politischen Kontroversen über dieses Thema wurde das preußische Dreiklassenwahlrecht in der Novemberrevolution 1918 abgeschafft. Die Reichsversammlung der Arbeiter- und Soldatenräte Deutschlands beschloss, allgemeine und freie Wahlen zur Weimarer Nationalversammlung auszuschreiben. Nach dem gleichen Wahlrecht wurde eine verfassungsgebende preußische Landesversammlung gewählt.
Die Abgeordneten für die erste Kammer des Landesparlaments des Freistaates Preußen  (Preußischer Landtag) wurden nach dem Landeswahlgesetz von 1920 und später nach der geänderten Fassung von 1924 auf vier Jahre gewählt. Daneben bestand die zweite Kammer, der Preußische Staatsrat, der sich aus von den Provinziallandtagen entsandten Mitgliedern zusammensetzte.
Der Landtag hatte das Recht, sich selbst aufzulösen, sofern die Mehrheit der Abgeordneten dafür votierte. Sofern sie sich darin einig waren, konnten auch der Ministerpräsident, der Präsident des Landtages und der Präsident des Staatsrates („Dreimännerkollegium“) den Landtag auflösen.
Das aktive Wahlrecht hatten danach Männer und Frauen ab einem Alter von 20 Jahren. Wählbar waren Personen (passives Wahlrecht) ab 25 Jahren. Sowohl das aktive wie das passive Wahlrecht waren an den Besitz der bürgerlichen Ehrenrechte gebunden.